# Auflagerkraft
Eine Auflagerkraft ist die Kraft, die von der Umwelt über eine Lagerung (ein Auflager) auf ein Bauteil oder ein Tragwerk ausgeübt wird, wenn diese Lagerung eine Verschiebung des Bauteils an der Lagerstelle verhindert. 
Für Auflager, welche die Verschiebung nur in einer Richtung verhindern (Loslager), wirkt die Auflagerkraft in Gegenrichtung zu der verhinderten Verschiebung. 
Verhindert das Auflager auch die Verdrehung des Bauteils an der Lagerstelle (Einspannung), so kommt ein Einspannmoment hinzu. Der Oberbegriff von Auflagerkraft und Einspannmoment ist Auflagerreaktion.
Die Bestimmung der Auflagerreaktionen an einem Bauteil erfolgt über die Gleichgewichtsbedingungen. 